# Glacera de peudemont

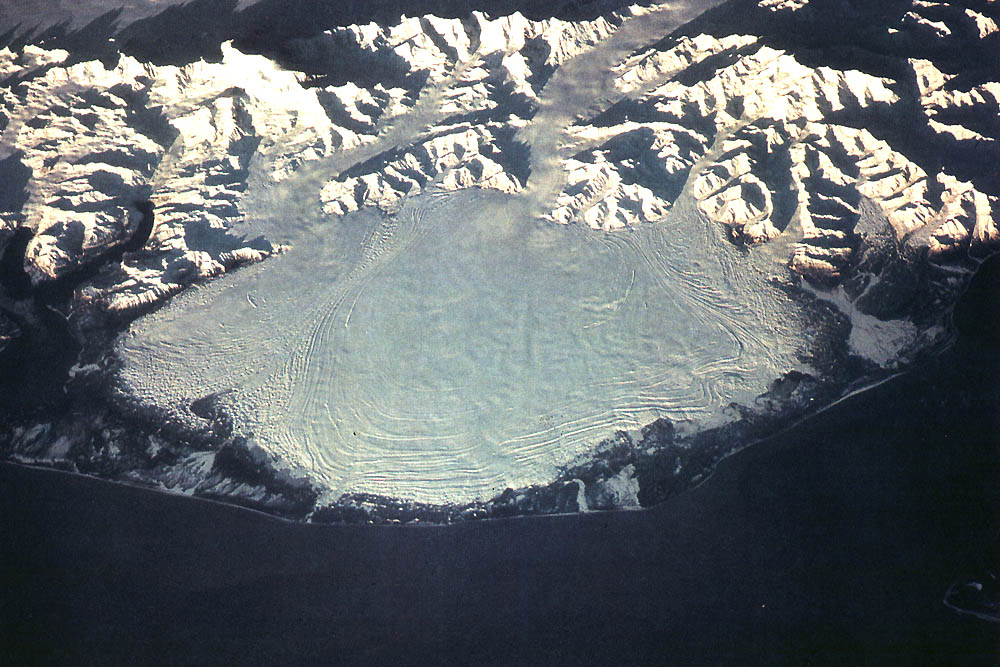
El lòbul glacial de la Glacera de Malaspina a Alaska.

La glacera de peudemont és una glacera de vall que arriba a la plana al peu de la muntanya sense cap obstacle topogràfic. Posseeix una zona d'acumulació i una zona de transport clàssic però la seva zona d'ablació (fusió) s'estén a la plana o bé en digitacions, o bé en un lòbul glacial més o menys extens. Davant del lòbul glacial es pot formar un sandur, lloc propici a la instal·lació de formacions glacials i periglacials: drúmlins, eskers, kames, kettles, blocs erràtics, morrenes…
Exemple de glaceres de peudemont:
- la glacera Malaspina a Alaska ;
- certes llengües terminals del Vatnajökull a Islàndia.